# Gare de Vitré
Gare de Vitré vasútállomás Franciaországban, Vitré településen.

## Vasútvonalak
Az állomást az alábbi vasútvonalak érintik:
- Párizs–Brest-vasútvonal

## Kapcsolódó állomások
A vasútállomáshoz az alábbi állomások vannak a legközelebb:
- Gare de Saint-Pierre-la-Cour (Paris Gare Montparnasse, Párizs–Brest-vasútvonal)
- Gare des Lacs (Gare de Brest, Párizs–Brest-vasútvonal)